# David Rubín
David Rubín Miguélez, nascut a Ourense el 19 d'octubre de 1977 és un animador, dibuixant i guionista de còmics gallec. El 2007 fou proclamat autor revelació del Saló del Còmic de Barcelona per La tetería del oso malayo, còmic que li va valer un total de quatre nominacions (millor guió, millor obra, millor dibuix i l'esmentada categoria a l'autor revelació).

## Biografia

### Inicis (2001-2004)
Després d'estudiar disseny gràfic a l'Escuela de Arte Antonio Faílde, David Rubín va treballar als estudis d'animació Limaía i Dygra. Per aquest va co-dirigir el llargmetratge L'esperit del bosc (estrenada el 2008). Al mateix temps havia fundat el col·lectiu de còmics Polaqia el 2001 i col·laborat amb el suplement juvenil Golfiño de La Voz de Galícia i amb moltes revistes diferents com BD Banda, Barsowia, Tos, Huevo, El fanzine enfermo i Dos veces breve. Kike Benlloch va ser un dels guionistes que va col·laborar més amb David a aquesta primera època.

### Primers passos professionals (2005-2010)
El 2005 David Rubín va publicar el primer àlbum de còmics, El circo del desaliento (Astiberri) que incorporava algunes històries com Donde nadie puede llegar, amb la qual va guanyar el Premis Castelao de Cómic d'aquell any, el de millor autor revelació al blog La cárcel de papel i una nominació al Millor Autor Revelació al Saló Internacional del Còmic de Barcelona de 2006.
El 2006 va dibuixar una història de 24 pàgines en vint-i-quatre hores al Laboratorio de experimentación de la BD d'Ourense titulada Corazón de tormenta. Aquest any va publicar La tetería del oso malayo, una recopilació de diversos còmics que ja havien sigut publicats anteriorment a la revista Dos Veces Breve però que va redibuixar de nou amb l'objectiu d'homogeneïtzar l'estil gràfic. La tetería del oso malayo contenia a més material inèdit de l'autor. Amb aquest còmic Rubín va aconseguir quatre nominacions al 25è Saló del Còmic de Barcelona (2007), en les categories de millor obra, millor dibuix, millor guió i autor revelació, la qual va guanyar.
El 2008 va publicar Cuaderno de Tormentas (Planeta DeAgostini), un còmic que li va valer una nominació a la categoria de millor dibuix al 27è Saló del Còmic de Barcelona (2009) i gràcies al qual fou finalista del Premio Nacional de Cómic d'Espanya. També va publicar en còmic les adaptacions de Romeo y Julieta i El monte de las ánimas (SM ed.). El 2009 va col·laborar amb l'antologia Popgun, vol 3 (Image Comics) i el 2010 amb el llibre Uxío Novoneyura: A voz herdada i l'obra col·lectiva El secreto de la Alhóndiga.
Durant aquesta època, a més a més, va treballar d'il·lustrador, de cartellista i també de director de cinema a la pel·lícula d'animació L'esperit del bosc (2008).

### Maduresa (2011-2016)
El 2011 i 2012 publica els dos volums d'El Héroe, una obra que adaptava lliurement el mite dels dotze treballs d'Hèrcules. L'editorial Rackham la publica a Itàlia i França.
El 22 de novembre de 2013 publica Beowulf (amb guió de Santiago García a Astiberri, una versió en còmic del poema anglosaxó homònim. El Saló del Còmic de Getxo en va organitzar una exposició amb els originals. A principis del 2014, l'autor va publicar El Héroe, edición integral del arte a lápiz (libro uno) a Ninth ediciones.
El 2014 treballa directament per mercat nord-americà dibuixant Battling Boy: The Rise of Aurora West, sobre el personatge d'Aurora West, un spin off de Battling Boy creat per Paul Pope que n'és autor del guió juntament amb J.T. Petty, a l'editorial First Second; a Espanya la versió en castellà la va publicar Debolsillo. El 2015 repeteix equip creatiu pel segon i darrer volum d'Aurora West, Battling Boy: Fall of the House West.
El 2015, també directament als Estats Units, amb guió de Curt Pires i color de Michael Garland, l'editorial BOOM! Studios publica la mini-sèrie de 4 comic-books The Fiction, publicat a Espanya en format d'un sol volum amb un capítol a llapis com a extra per l'editorial Astiberri.
El 2016 torna a publicar per al mercat espanyol. Amb el guionista barceloní Marcos Prior i fent-se càrrec ell mateix del color apareix Gran Hotel Abismo, publicat per Astiberri.

## Obres
| Años | Títol                              | Guió                  | Dibuix      | Color           | Tipus                      | Publicació         |
| ---- | ---------------------------------- | --------------------- | ----------- | --------------- | -------------------------- | ------------------ |
| 2005 | El Circo del Desaliento            | David Rubín           | David Rubín | B/N             | Àlbum                      | Astiberri          |
| 2006 | Corazón de Tormentas               | David Rubín           | David Rubín | B/N             | Àlbum                      | Polaqia            |
| 2006 | La Tetería del Oso Malayo          | David Rubín           | David Rubín | B/N             | Novel·la gràfica           | Astiberri          |
| 2008 | Romeo & Julieta (Adaptació)        | Ricardo Gómez         | David Rubín | David Rubín     | Àlbum                      | Grupo SM           |
| 2008 | Cuaderno de Tormentas              | David Rubín           | David Rubín | David Rubín     | Àlbum / Llibre il·lustrado | Planeta DeAgostini |
| 2009 | El monte de las ánimas (Adaptació) | David Rubín           | David Rubín | David Rubín     | Álbum                      | SM                 |
| 2010 | Uxío Novoneyra: A voz herdada      | Kike Benlloch         | David Rubín | David Rubín     | Àlbum                      | Xunta de Galícia   |
| 2011 | El Héroe (Libro 1)                 | David Rubín           | David Rubín | David Rubín     | Novel·la gràfica           | Astiberri          |
| 2012 | El Héroe (Libro 2)                 | David Rubín           | David Rubín | David Rubín     | Novel·la gràfica           | Astiberri          |
| 2013 | Beowulf (versió)                   | Santiago García       | David Rubín | David Rubín     | Novel·la gràfica           | Astiberri          |
| 2014 | Las tripas de El Héroe (Libro 1)   | David Rubín           | David Rubín | David Rubín     | Sketchbook                 | Ninth ediciones    |
| 2014 | El momento de Aurora West          | Paul Pope; J.T. Petty | David Rubín | B/N             | Sèrie                      | Debolsillo         |
| 2015 | La caída de la casa West           | Paul Pope; J.T. Petty | David Rubín | B/N             | Sèrie                      | Debolsillo         |
| 2015 | La ficción                         | Curt Pires            | David Rubín | Michael Garland | Novel·la gràfica           | Astiberri          |
| 2016 | Gran Hotel Abismo                  | Marcos Prior          | David Rubín | David Rubín     | Novel·la gràfica           | Astiberri          |
|      |                                    |                       |             |                 |                            |                    |

## Premis
Els principals premis que ha guanyat David Rubín són:
- 2005 - Premi Castelao de banda deseñada per Onde ninguén pode chegar.
- 2005 - Premi Na Vangarda de Cómic de la Xunta de Galícia (també havia quedat tercer el 2004).
- 2006 - Premi de cómic Injuve.
- 2007 - Premi de la crítica a Millor Obra Nacional a les Jornadas Internacionales del Cómic Villa de Avilés per La Tetería del Oso Malayo.
- 2007 - Premi Josep Toutain a l'Autor Revelació del Saló del Còmic de Barcelona.
- 2010 - Premi a Millor Còmic Estranger per la tetería del Oso Malayo al Komicfest de Praga.
- 2010 - Premi a Millor autor complet estranger per La teteria del Oso Malayo al Festival Internacional del Fumetti de Sarzana.